# Школа № 223 (Санкт-Петербург)
Школа № 223 (ГОУ СОШ № 223) — учреждение образования, средняя школа с углублённым изучением немецкого языка Кировского района Санкт-Петербурга, муниципального округа Ульянка, а также «Музей боевой славы 63-й Гвардейской Красносельской ордена Ленина Краснознамённой стрелковой дивизии».

## История школы
Старейшая школа округа, заложение которой началось с 1968 года, когда интенсивно начиналась застройка МО «Ульянка», первые школьники пришли в школу 1 сентября 1969 года, когда район только застраивался.
Почти сразу начинается сбор сведений о «63-й Гвардейской Красносельской ордена Ленина Краснознамённой стрелковой дивизии» и генерале Н. П. Симоняке, сначала делается зал, а затем и музей, посвящённый и блокаде Ленинграда.
Ежегодно проходят встречи с ветеранами Великой Отечественной войны. В школе—музее хранится кусок блокадного хлеба, а также фотографии и предметы солдат.
С 1990 года сотрудничает с рядом гимназий Германии, в основном с гимназией имени Августы Виктории города Итцехое.

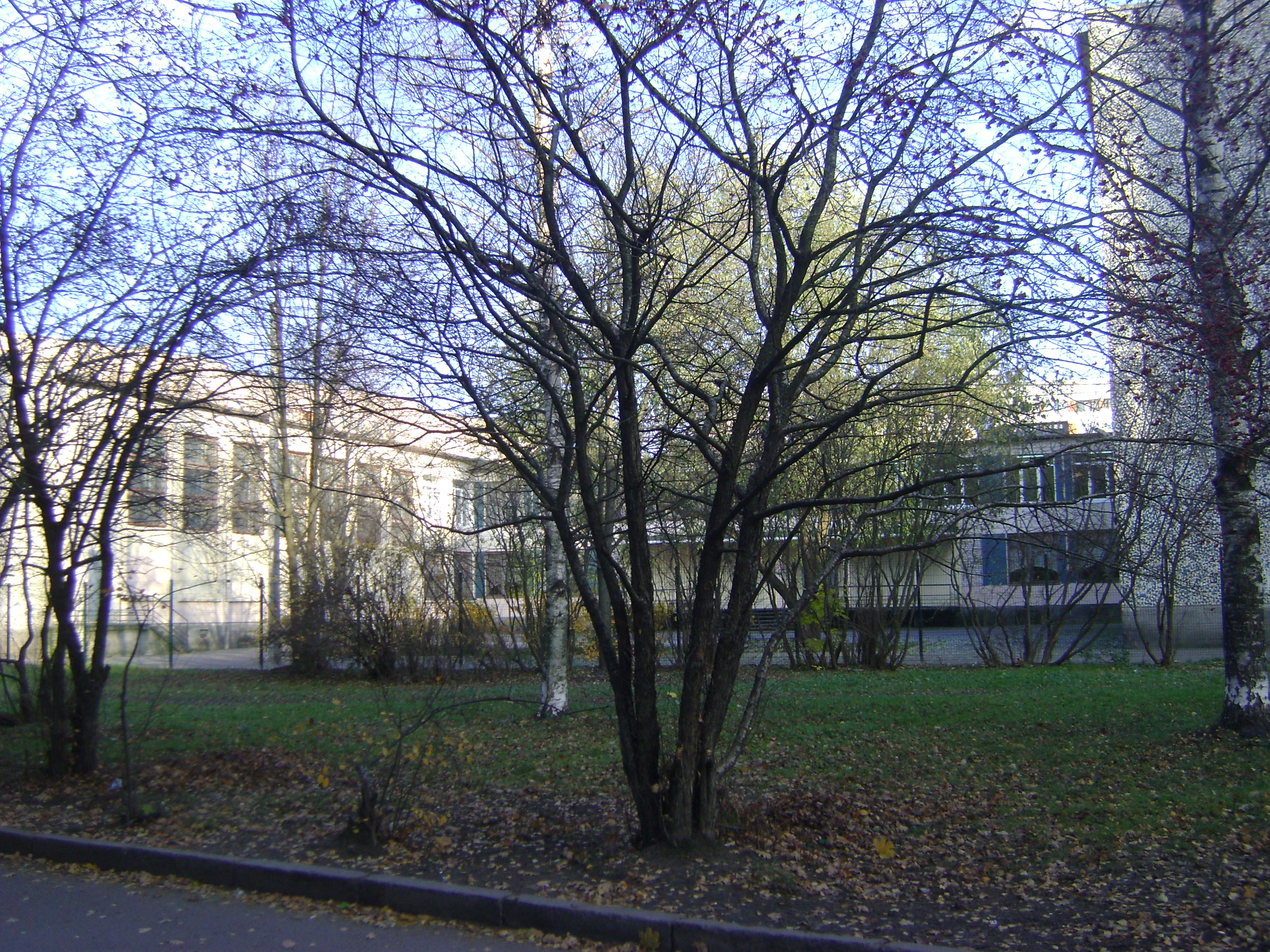
Здание средней школы
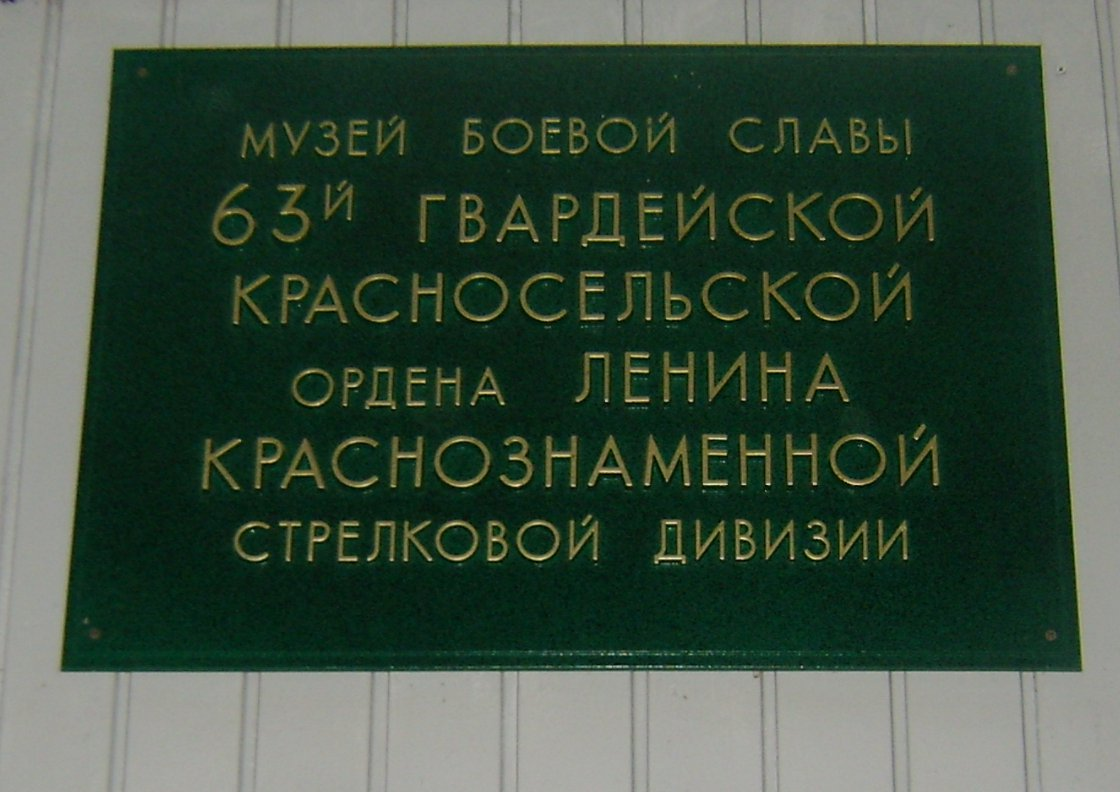
Музей обороны Юго-Запада, имени генерала Симоняка

## Медиафайлы
- 1 сентября 1976г. в школе №223 на YouTube
- Школьный музей «63-й Гвардейской Красносельской ордена Ленина Краснознаменной стрелковой дивизии» на YouTube